# Franziskuskirche (Ersingen)

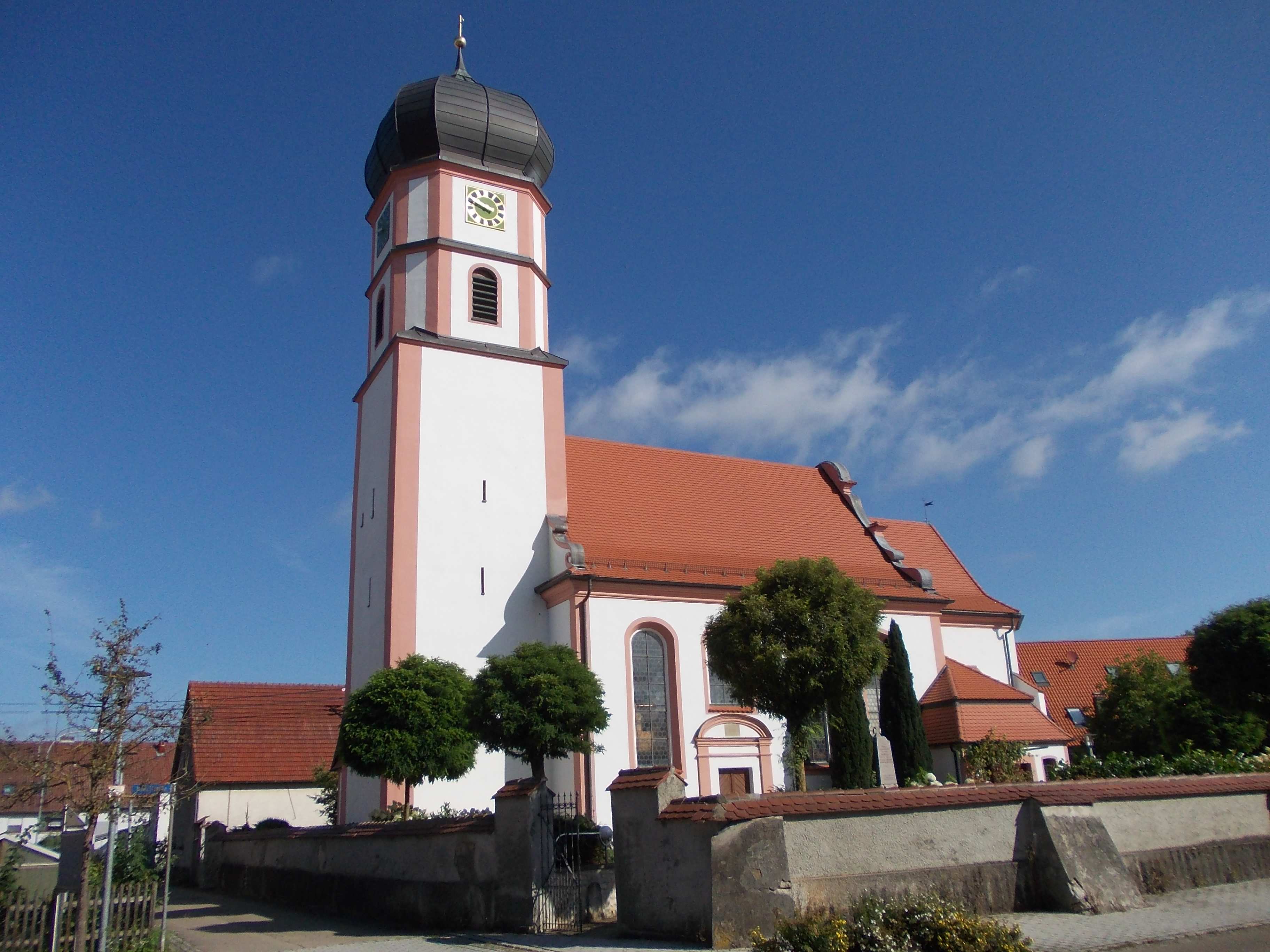
Franziskuskirche in Ersingen

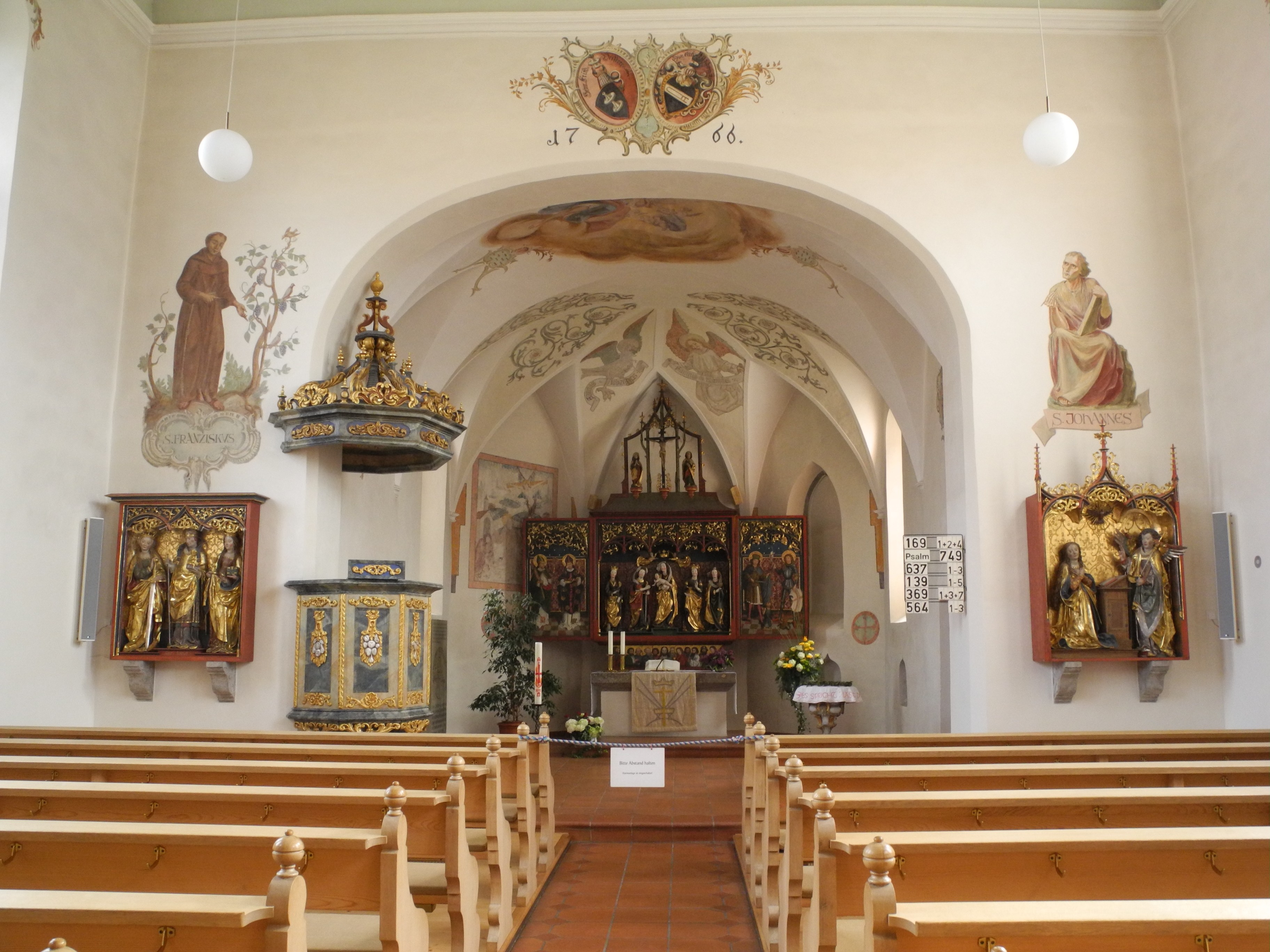
Innenansicht

Die evangelische Franziskuskirche steht in Ersingen, einem Stadtteil der Kleinstadt Erbach im Alb-Donau-Kreis in Baden-Württemberg. Sie ist beim Landesamt für Denkmalpflege Baden-Württemberg als Baudenkmal eingetragen. Die Kirchengemeinde gehört zum Kirchenbezirk Biberach der Evangelischen Landeskirche in Württemberg an.

## Beschreibung
Die barocke Saalkirche wurde 1766/67 anstelle der Wehrkirche von 1460 erbaut. Sie besteht aus einem Langhaus, dessen Ostwand mit einem Schweifgiebel bedeckt ist, einem eingezogenen, dreiseitig geschlossenen Chor im Osten, der von Strebepfeilern gestützt wird, und einem Kirchturm im Westen, der aus der Achse des Langhauses nach Süden verschoben ist, und dessen untere Geschosse von der Wehrkirche erhalten geblieben sind, zu erkennen an den Schießscharten. Der Kirchturm wurde mit zwei achteckigen Geschossen aufgestockt, das untere beherbergt den Glockenstuhl, das obere die Turmuhr, und mit einer Zwiebelhaube bedeckt. 
Im Chor befinden sich Reste spätgotischer Wandmalereien, u. a. mit der Darstellung des heiligen Franziskus. Die Kirchenmalerei an der Decke des Langhauses stammt aus dem 18. Jahrhundert. Zur Kirchenausstattung gehört ein um 1500 gebauter Flügelaltar, in dessen Gesprenge eine Kreuzigungsgruppe untergebracht ist. Im Mittelteil sind ein Marienbildnis, und Abbildungen der heiligen Katharina, der heiligen Agnes, der heiligen Barbara und der heiligen Dorothea zu sehen. Auf dem linken Flügel sind der heilige Erasmus und der heilige Nikolaus, auf dem rechten Flügel der heilige Martin und der heilige Georg zu sehen. Auf der Predella ist das Abendmahl Jesu dargestellt. Die ursprüngliche Orgel wurde 1766 von Georg Friedrich Schmahl gebaut.